# Sid Ali Budina
Sid Ali Budina (en árabe: سيد علي بودينة‎; 5 de mayo de 1990) es un deportista argelino que compite en remo. Ganó dos medallas en el Campeonato Mundial de Remo en Sala, bronce en 2021 y plata en 2022.

## Palmarés internacional
| Campeonato Mundial | Campeonato Mundial | Campeonato Mundial | Campeonato Mundial |
| Año                | Lugar              | Medalla            | Prueba             |
| ------------------ | ------------------ | ------------------ | ------------------ |
| 2021               | Sede virtual       | Medalla de bronce  | Ligero 2000 m      |
| 2022               | Sede virtual       | Medalla de plata   | Ligero 2000 m      |